# World Go Round
World Go Round è il settimo album registrato in studio della band britannica dei Matt Bianco, pubblicato nel 1997.
Di questo album sono uscite tre versioni, due giapponesi ed una spagnola.
La traccia di apertura Sunshine Day è una cover della band afro-inglese degli Osibisa, affine per stile agli Earth Wind and Fire.
Nel CD meritano una menzione particolare la ballata melodica Venga, il brano strumentale Dave's Sofa e You Make My World Go Round, mentre i brani Tranquilo e Day in Your Life '97 si caratterizzano per essere arrangiati in chiave dance.

## Tracce
1. Sunshine Day
2. Gypsy Lady
3. Altozano
4. Venga
5. You're Not Alone
6. I Surrender
7. Dave's Sofa
8. You Make My World Go Round
9. Tranquilo
10. Day in Your Life '97